# Maciej Zworski

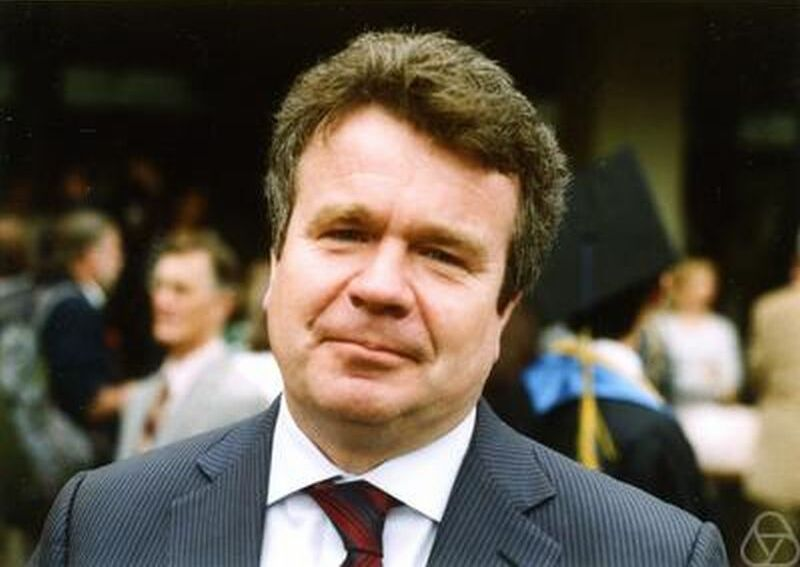
Maciej Zworski, Berkeley 2010

Maciej Rafal Zworski (* 8. Oktober 1963 in Breslau) ist ein polnisch-kanadisch-US-amerikanischer Mathematiker, der sich mit partiellen Differentialgleichungen (mikrolokale Analysis, Streutheorie) befasst.
Zworski studierte am Imperial College London und ab 1983 am Massachusetts Institute of Technology, an dem er 1989 bei Richard Melrose promoviert wurde (High frequency scattering by a convex obstacle). Er war 1989 bis 1992 Benjamin Peirce Lecturer an der Harvard University, ab 1992 Associate Professor und ab 1994 Professor an der Johns Hopkins University, ab 1995 Professor an der University of Toronto und ist seit 1998 Professor an der University of California, Berkeley.
Er war Gastprofessor an verschiedenen Pariser Universitäten, am MSRI, am IHES, an den Universitäten in Nantes und Grenoble, an der École polytechnique und am Erwin-Schrödinger-Institut für Mathematische Physik in Wien. Er war 2002 Invited Speaker auf dem Internationalen Mathematikerkongress in Peking (Quantum Resonances and Partial Differential Equations).
1999 erhielt er den Coxeter-James-Preis. Er ist Fellow der Royal Society of Canada (1998) und der American Academy of Arts and Sciences (2010). 1991 bis 1993 war er Sloan Research Fellow.

## Schriften
- Resonances in Physics and Geometry, Notices AMS 1999, Nr.3, pdf
- Semiclassical analysis, American Mathematical Society 2012
- mit Richard Melrose, Antonio Sa Barreto Semi-linear diffraction of conormal waves, Astérisque, Band 240, Societé Mathématique de France, 1996
- mit Lawrence C. Evans Lectures on Semiclassical Analysis, 2011, pdf